# Yevhen Zyukov
Yevhen Volodymyrovych Zyukov (né le 31 mai 1978 près de Kirovske (Crimée)) 
est un athlète ukrainien, spécialiste du 400 m.
Il détient le record national du relais 4 x 400 m depuis 2001, obtenu lors des Chzmpionnats du monde à Edmonton. Il participe aux Jeux olympiques de 2000 et de 2004. Son record personnel est de 46 s 10 en 2004.